# Euphorbia chiribensis
Euphorbia chiribensis är en törelväxtart som beskrevs av Victor W. Steinmann och Richard Stephen Felger. Euphorbia chiribensis ingår i släktet törlar, och familjen törelväxter. Inga underarter finns listade i Catalogue of Life.